# Jouko Karjalainen
Jouko Kalevi Karjalainen (Kajaani, 27 de julio de 1956) es un deportista finlandés que compitió en esquí en la modalidad de combinada nórdica. 
Participó en dos Juegos Olímpicos de Invierno, obteniendo dos medallas: plata en Lake Placid 1980 y plata en Sarajevo 1984, ambas en la prueba individual. Ganó cuatro medallas en el Campeonato Mundial de Esquí Nórdico entre los años 1982 y 1985.

## Palmarés internacional
| Juegos Olímpicos   | Juegos Olímpicos             | Juegos Olímpicos  | Juegos Olímpicos          |
| Año                | Lugar                        | Medalla           | Prueba                    |
| ------------------ | ---------------------------- | ----------------- | ------------------------- |
| 1980               | Lake Placid (Estados Unidos) | Medalla de plata  | TN + 15 km individual     |
| 1984               | Sarajevo (Yugoslavia)        | Medalla de plata  | TN + 15 km individual     |
| Campeonato Mundial |                              |                   |                           |
| Año                | Lugar                        | Medalla           | Prueba                    |
| 1982               | Oslo (Noruega)               | Medalla de plata  | TN + 3 × 10 km por equipo |
| 1984               | Rovaniemi (Finlandia)        | Medalla de plata  | TN + 3 × 10 km por equipo |
| 1985               | Seefeld (Austria)            | Medalla de bronce | TN + 15 km individual     |
| 1985               | Seefeld (Austria)            | Medalla de bronce | TN + 3 × 10 km por equipo |